# 리얼네트웍스

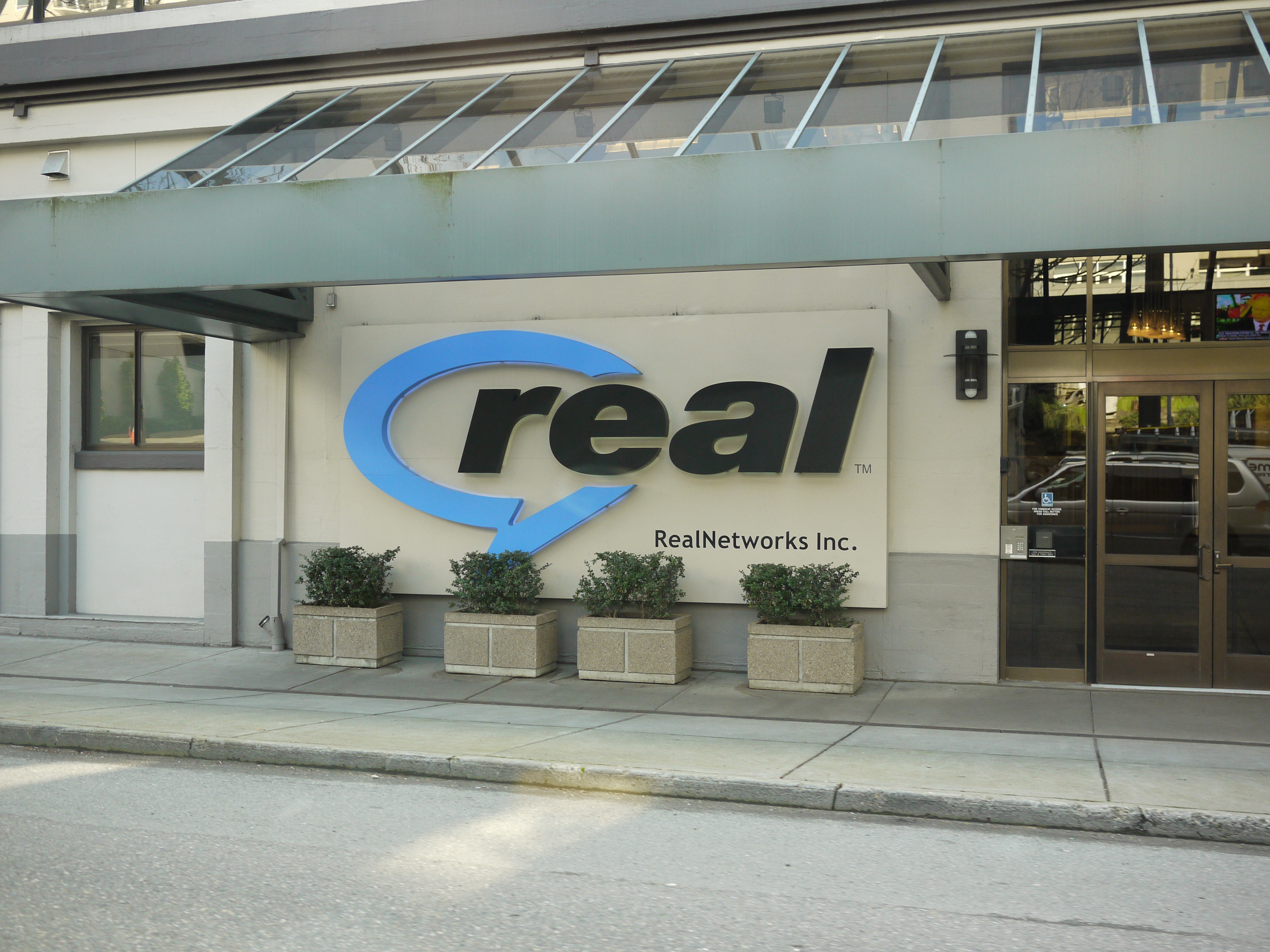
리얼네트웍스 본사

리얼네트웍스(RealNetworks, 나스닥: RNWK)는 인터넷 매체를 전달하는 소프트웨어와 서비스를 제공하는 업체이며 미국 시애틀에 위치해 있다. 이 회사는 압축 오디오 포맷인 리얼오디오, 압축 비디오 포맷인 리얼비디오, 미디어 플레이어인 리얼플레이어를 제작한 것으로 가장 잘 알려져 있다. 이 회사는 또 랩소디, 슈퍼패스, 리얼아케이드와 같은 신청 기반의 온라인 엔터테인먼트 서비스로도 알려져 있다.
리얼미디어 스트리밍 파일은 리얼오디오와 리얼비디오 스트림, 그리고 SMIL과 같은 몇 가지 다른 포맷을 포함할 수 있다. 헬릭스(Helix)는 자사의 자유 소프트웨어 / 오픈 소스 기반의 미디어 프레임워크이다. 이 코드는 RSPL (2003년), GPL (2004년)과 같은 다양한 라이선스로 공개되어 있다. 모든 소스 코드가 자유 소프트웨어 라이선스의 하나로 라이선스된 것은 아니다. (특히 코덱)